# Thơ chúc Tết của Hồ Chí Minh
Thơ chúc Tết của Hồ Chí Minh là danh sách những bài thơ để chúc Tết của Hồ Chí Minh trên cương vị chủ tịch nước. Sau 1 năm về nước lãnh đạo cách mạng Việt Nam, Tết Nhâm Ngọ năm 1942, lần đầu tiên Hồ Chí Minh có thơ chúc Tết. Báo Việt Nam Độc lập số 141 đã in trang trọng thơ chúc Tết của Hồ Chí Minh trên trang nhất. Ở Việt Nam trước đó không có hình thức thông điệp đầu năm của nguyên thủ quốc gia do đó những bài thơ của Chủ tịch Hồ Chí Minh như những tín hiệu đầu năm cho nhân dân.
Hằng năm, trước Tết 3 tháng, Hồ Chí Minh đã nhắc nhở các cơ quan, ban, ngành chuẩn bị Tết cho nhân dân. Riêng ông cũng tự mình chuẩn bị 3 việc: tìm ý thơ cho bài thơ mừng năm mới; nhắc văn phòng chuẩn bị thiếp "Chúc mừng năm mới" để kịp gửi đến những nơi xa xôi nhất, kể cả bộ đội ở các vùng rừng núi, hải đảo và cán bộ công tác ở nước ngoài; và cuối cùng là lên kế hoạch đi thăm hỏi, chúc Tết nhân dân, các cơ quan, đơn vị (1 chương trình riêng mà chỉ ông và cảnh vệ biết).

## Số lượng thư
Kể từ năm 1946 cho đến khi qua đời, trong suốt 24 năm giữ cương vị là người đứng đầu Đảng Lao động Việt Nam và Chính phủ Việt Nam Dân chủ Cộng hòa, Hồ Chí Minh đã viết tổng cộng 22 bài thơ chúc Tết mừng xuân. Trong 22 bài thơ này, ông dùng 20 chữ Chúc, 25 chữ Mừng, 18 chữ Xuân, 4 chữ Tết. Nhiều bài thơ đầu các câu thơ là lời Mừng, lời Chúc.
Từ Tết Nhâm Ngọ - 1942 đến Tết Kỷ Dậu - 1969, hầu như năm nào Hồ Chí Minh cũng có thơ chúc Tết mừng xuân ngoại trừ những năm:
- Tết Quý Mùi -1943, Hồ Chí Minh đang bị chính quyền Trung Hoa Dân Quốc giam giữ trong các nhà tù ở Quảng Tây mãi đến cuối tháng 9/1944 ông mới về nước, tháng 2/1945, ông lại sang Trung Quốc, để tranh thủ sự đoàn kết quốc tế cho cuộc cách mạng Việt Nam. Vì vậy, các Tết Quý Mùi - 1943, Giáp Thân - 1944, Ất Dậu - 1945 không có thơ hoặc thư chúc Tết.
- Tết Ất Mùi - 1955, Tết Đinh Dậu - 1957, Tết Mậu Tuất - 1958, Hồ Chí Minh chúc Tết bằng thư.[2]

Tháng 2/1969, Chủ tịch Hồ Chí Minh gửi điện chúc năm mới và có bài thơ chúc Tết đến phái đoàn ngoại giao Việt Nam đang công tác ở Paris về Hiệp định chấm dứt chiến tranh, lập lại hòa bình ở Việt Nam. 